# MARCHING AYA
『MARCHING AYA』（まーちんぐあや）は、久川綾が出演している『久川綾の着ぐるみ大運動会』のサウンドトラック。

## 解説
『久川綾の着ぐるみ大運動会』のサウンドトラック。楽曲はサウンド・プロデュース担当の船山基紀により、基本的にマーチングバンド形式で編曲されている。久川綾は全曲を歌唱。なお、8.は久川が水野亜美を担当した『美少女戦士セーラームーン』の最初のオープニングテーマソングを久川が歌唱したもの。

## 収録曲
1. 着ぐるみ隊がゆく【入場行進】 (4:26)
  - 作詞：田島浩二、作曲・編曲：船山基紀
2. ガールズ・クーデター【応援合戦】 (3:07)
  - 作詞：田島浩二、作曲・編曲：船山基紀
3. 風に散らす涙【短距離走】 (4:37)
  - 作詞：Sora、作曲・編曲：船山基紀
4. 捕まらないよ【障害物競走】 (4:00)
  - 作詞：長谷川空、作曲：安田毅、編曲：船山基紀
5. おべんとうのうた【休憩時間】 (4:04)
  - 作詞・作曲：井上喜久子[2]、編曲：船山基紀
6. My Heart言い出せない、Your Heart確かめたい【対抗リレー】 (4:13)
  - 作詞：長谷川空、作曲：安田毅、編曲：船山基紀
7. 生まれ変わるために【長距離走】 (4:32)
  - 作詞：Sora、作曲・編曲：船山基紀
8. ムーンライト伝説【決勝戦】 (2:51)
  - 作詞：小田佳奈子、作曲：小諸鉄也、編曲：船山基紀
9. Perseus【表彰式】 (4:26)
  - 作詞：田島浩二、作曲・編曲：船山基紀
10. 愛(エール)をあなたに【閉会式】 (3:45)
  - 作詞：田島浩二、作曲・編曲：船山基紀
  - ※ 曲毎の収録時間はライナーノーツ未記載の為ディスク(PCCG-00366)を実測。